# موزه ملی (سلطنت عمان)
موزه ملی (عربی: المتحف الوطني (سلطنة عمان)) برجسته‌ترین ساختمان فرهنگی در سلطان عمان است که به منظور برجسته کردن میراث فرهنگی عمان از زمان ظهور انسان در شبه جزیره عمانی حدود دو هزار سال پیش و تا امروز، که از طریق آن ما آینده امیدوار کننده ما را می‌بینیم، اختصاص داده شده‌است.
موزه ملی با دستورالعمل سلطنتی (۲۰۱۳/۶۲)، صادر شده در ۱۶ محرم ۱۴۳۵ هجری (مربوط به ۲۰ نوامبر ۲۰۱۳)، به این ترتیب طبق تجارب و استانداردهای بین‌المللی که در طبقه‌بندی به رسمیت شناخته شده، تبدیل به یک نهاد قانونی شده‌است و آن متبلور می‌شود در:
- اول: موزه در (۱۴) سالن به‌صورت آزمایشی به نمایش درآمد که حاوی بیش از (۵۵۰۰) از سیستم انتخاب دیجیتال متمایز و با دقت انتخاب شده و (۴۳) سیستم نمایش تعاملی توزیع شده‌است.[۲]
- دوم: اولین موزه در سلطنت شامل یک مرکز آموزشی است که مجهز به بالاترین استانداردهای بین‌المللی است.
- سوم: اولین موزه در سلطنت شامل امکانات برای حفاظت و حفاظت پیشگیرانه، و آزمایشگاه‌های کاملاً مجهز است.
- چهارم: این اولین موزه در سلطنت است که شامل یک تئاتر صوتی و تصویری با تکنولوژی UHD است.
- پنجم: اولین موزه در خاورمیانه برای استفاده از بریل به زبان عربی است.
- ششم: اولین موزه در خاورمیانه برای استفاده از سیستم انبار باز است.

## هیئت امناء موزه ملی
- هیثم بن طارق ال سعید، وزیر میراث و فرهنگ، رئیس هیئت امنا.
- مدیحة بنت أحمد الشیبانیة، وزیر آموزش و پرورش معاون رئیس.
- بدر بن حمد البوسعیدی، دبیرکل امور وزارت امور خارجه به عنوان عضو.
- هلال بن علی الهنائی، دبیرکل شورای تحقیقات علمی به عنوان عضو
- حمد بن محمد الضویانی، رئیس آرشیو و بایگانی ملی به عنوان عضو
- منیر بوشناقی، مدیر مرکز منطقه ای عرب میراث جهانی به عنوان یک عضو
- میخائیل بیتروفسکی، مدیر کل موزه هرمیتاژ فدراسیون روسیه به عنوان عضو

## ساختمان و امکانات عمومی
| ساختمان و امکانات عمومی | |
| کل مساحت زمین           | ۲۴۰۰۰ متر مربع2 |
| مساحت کلی ساختمان       | ۱۳۷۰۰ متر مربع2 |
| کل مساحت سالن‌های نمایش  | ۴۰۰۰ متر مربع2 |
| تعداد سالن‌های نمایش     | ۱۴ |
| اسامی سالن‌ها            | سالن سرزمین و مردم سالن تاریخ دریایی سالن سلاح سالن تمدن سالن آفلاژ سالن ارز سالن دوره‌های زمانی سالن پات هال و تیرانداز و چشم سالن زمین صنوبر سالن تاریخ و تاریخ قدیم سالن عظمت اسلامقاعة عُمان والعالم سالن رنسانس سالن تمدن غیر مادی |
| امکانات دیگر            | مرکز یادگیری امکانات حفاظتی |

## سالن‌های موزه ملی

### سالن سرزمین و مردم
این سالن به سرزمین و مردم عمان اختصاص دارد؛ اینکه چگونه جغرافیای مکان‌ها و منابع موجود، بسیاری از فرهنگ‌ها را تشکیل داده‌است.

### سالن سلاح
سالن سلاح با ابعاد فرهنگی و فرهنگ سلاح سنتی در عمان از دوران ماقبل تاریخ در ارتباط است.

### سالن تاریخ دریایی
عمان روابط قوی با دریا دارد و با خط ساحلی وسیع آن، تاریخ عمان با تمایز تاریخ دریایی باقی مانده‌است.

### سالن تمدن
اهمیت میراث معماری محلی را روشن می‌سازد، از هزاره سوم قبل از میلاد (تمدن مگان)

### سالن سیستم قنات
این سالن سیستم قنات عمان را نشان می‌دهد. هنوز حدود ۳٬۰۰۰ قنات زنده در سراسر سلطنت وجود دارد،

### سالن ارز
تاریخ پول در عمان حدود ۲۳۰۰ سال است.